# Batthyány-mauzóleum
A Batthyány-mauzóleum a budapesti Fiumei úti sírkert egyik nevezetes síremléke, Batthyány Lajos magyar miniszterelnök nyugvóhelye.

## Története
Batthyány Lajost 1849. október 6-án végezték ki Pesten golyó általi halállal. Ugyan az osztrák kormányzat jeltelen sírba akarta temetni, erre végül nem került sor: titokban a Pesti ferences templom kriptjában helyezték nyugalomra. 
A kiegyezést követően lehetőség nyílt Batthyány újratemetésére. 1870. június 9-én nyitotta fel a temetés megszervezésére felállított bizottság Királyi Pál elnökletével, a miniszterelnök fiának, gróf Batthyány Elemérnek (1847–1932) jelenlétében a sírt. A következőt találták 21 évvel az első temetés után:
„A sírbolt szabad terére kihozatván, a koporsó teljesen széthullott; a tetem is már nagyon enyészetnek indult. Az elhunytnak szép nagy szakálla azonban teljes épségben fennmaradt, s annak színe is bizonyossá tevé az ugyanazonosságot. A koponya már szétmállott, de még mindig meglátszik azon golyó helye, mely a nemes éltet kioltá. A hulla fekete ruhába volt öltöztetve, s az öltözetdarabok közül a posztó mellény maradt meg legjobb épségben. Azonban a fekete bársony magyar kabát, melyben a vértanú elhunyt, szintén megismerhető.”
Ünnepélyes keretek között átszállították a Fiumei úti sírkertbe, és újratemették egy egyszerű sírboltba. Ugyanakkor többen úgy vélték, hogy az első felelős magyar miniszterelnököt ennél több illeti meg, és hamarosan a Pesti Napló napilap szerkesztősége gyűjtést díszes síremlék kialakítására. A kiírt, nemzetközi pályázatot Schickedanz Albert nyerte meg. Az ő tervei alapján épült fel 1872 és 1874 között a mauzóleum neoreneszánsz stílusban. A síremlék anyagi források hiányában befejezetlen maradt. Eredetileg egy szobrot is akartak a sírra készíteni, ez azonban soha nem készült el.
A síremlékben helyezték el a Batthyány család több más tagját is:
- Batthyány Lajos hároméves unokája, Beniczky Leát (†1888)
- özvegye, Zichy Antóniát (†1888)
- leánya, Beniczkyné Batthyány Ilonát (†1929)
- végül fia, Batthyány Elemért (†1932).

Az 1980-as, és 1990-es években a sírboltot kétszer kirabolták, egy ízben Batthyány holttestét meg is csonkították. 2000-ben restaurálták a mauzóleumot, ekkor helyeztek el olyan részeket rajta, amelyeket még Schikendanz akart korábban. Az épület műemléki védelem alatt áll.
A mauzóleum felső része a temető nyitvatartási idejében látogatható, magába a sírboltba a Nemzeti Örökség Intézete szervez alkalmanként idegenvezetéssel egybekötött kulturális sétákat.

## Képtár

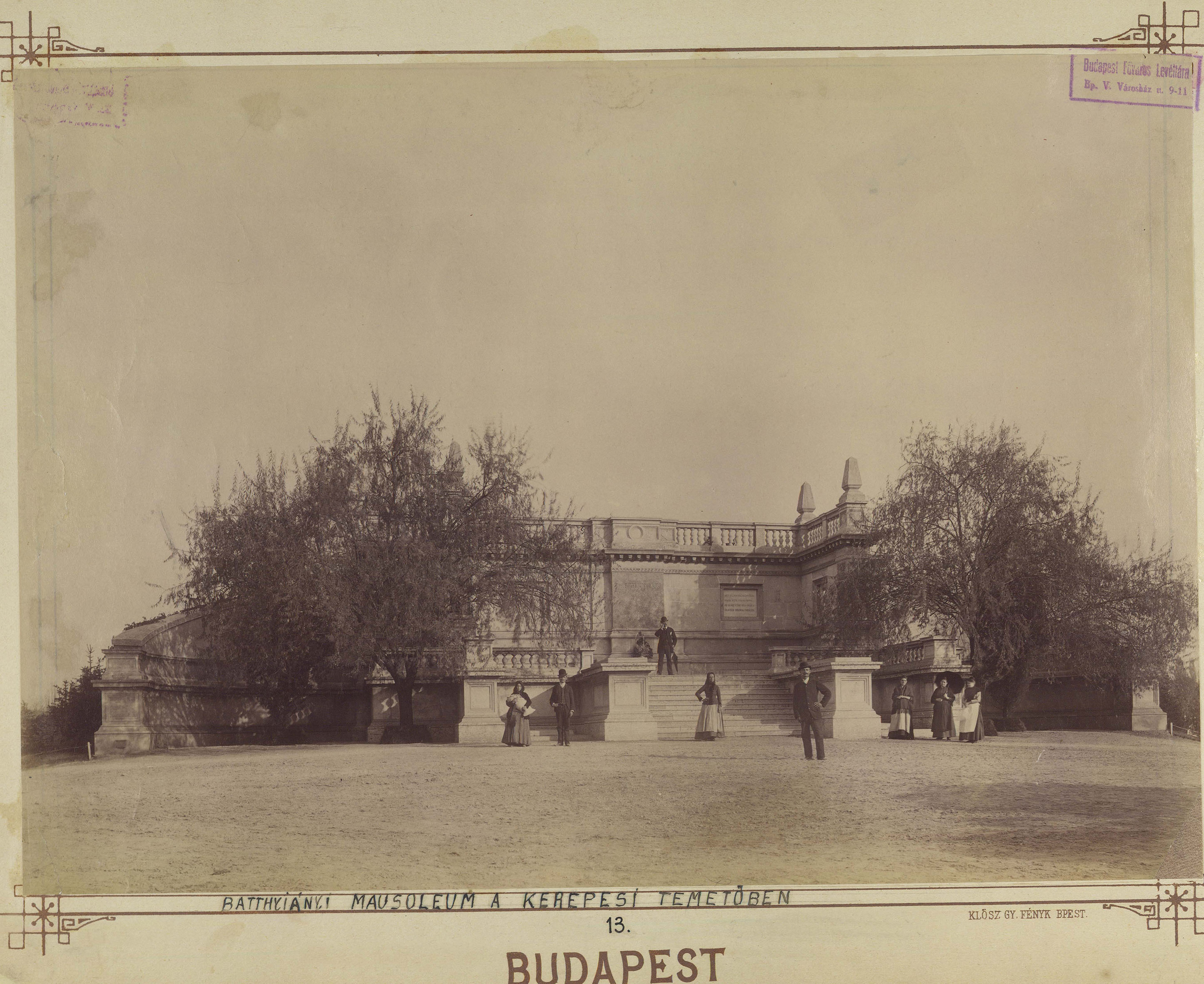
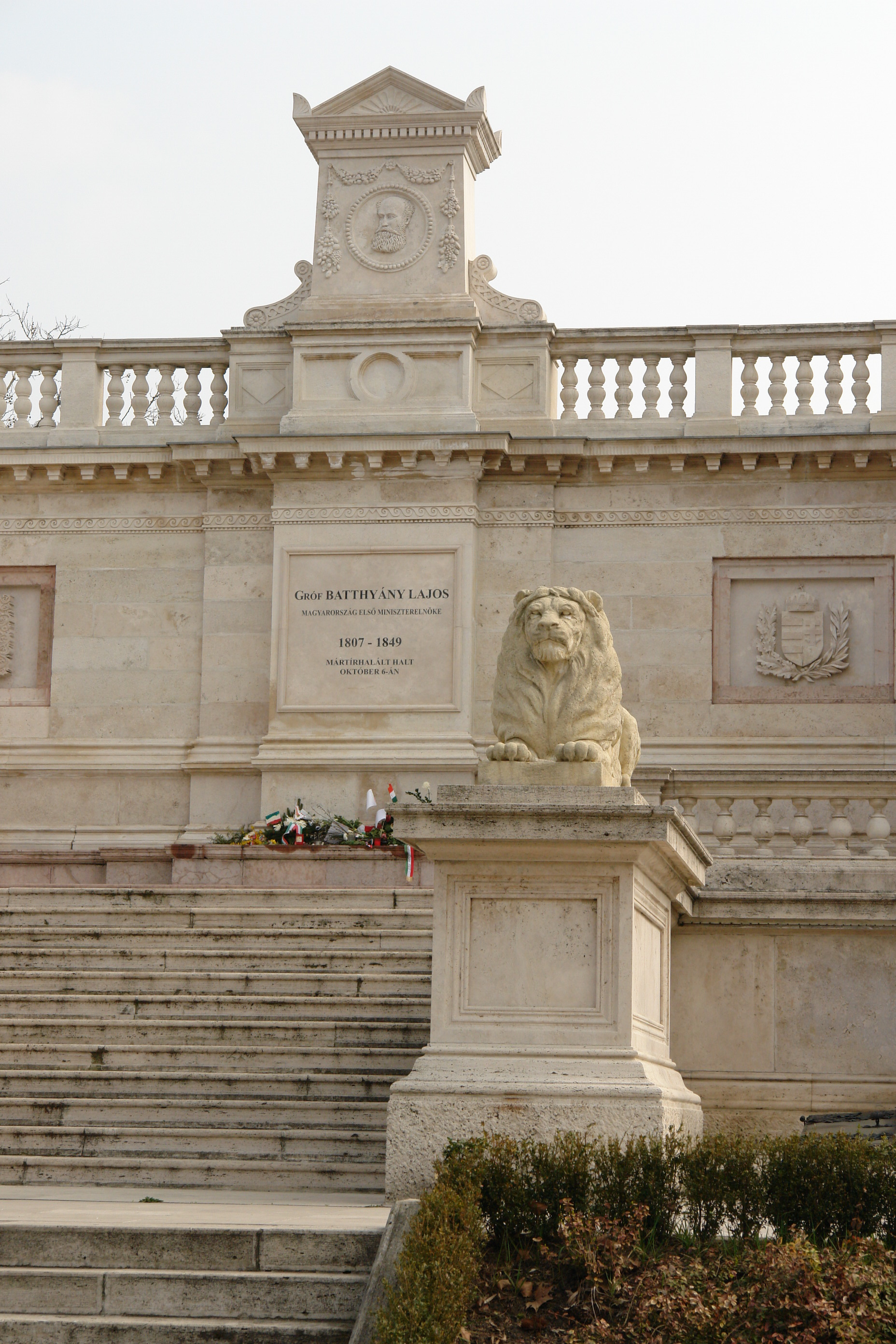
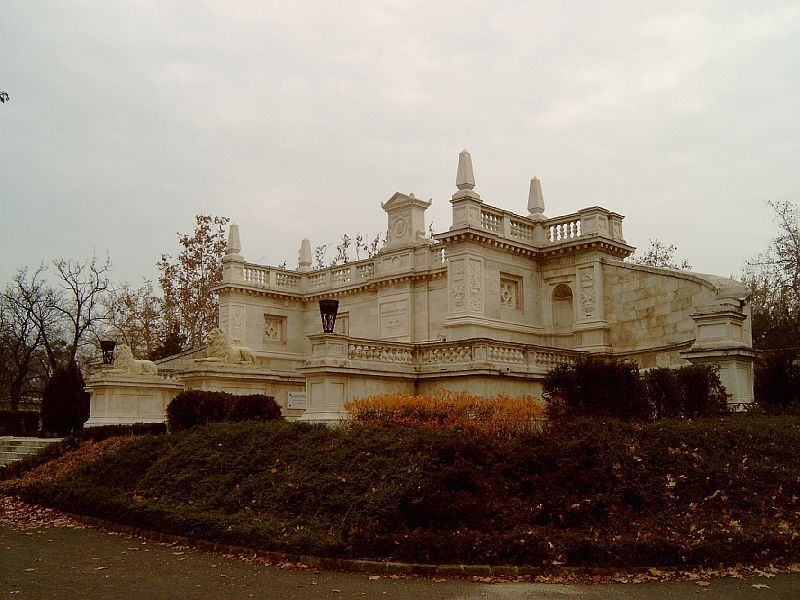